# Mendelieievka, Nikopol
Mendelieievka (în ucraineană Менделєєвка) este un sat în comuna Krînîciuvate din raionul Nikopol, regiunea Dnipropetrovsk, Ucraina.

## Demografie
Componența lingvistică a localității Mendelieievka
     Ucraineană (92,31%)
     Rusă (7,69%)
Conform recensământului din 2001, majoritatea populației localității Mendelieievka era vorbitoare de ucraineană (92,31%), existând în minoritate și vorbitori de rusă (7,69%).